# Compagnie générale aéropostale
Pour les articles homonymes, voir Aéropostale (homonymie).
La Compagnie générale aéropostale (généralement connue comme simplement « l'Aéropostale ») est une compagnie aérienne française basée à Toulouse (aéroport de Montaudran). D'abord sous le nom de Société des lignes Latécoère en 1918, l'idée d'une ligne aérienne transatlantique consacrée au service postal mais aussi au transport de passagers, rêvée par Pierre-Georges Latécoère, se réalise au fil des années 1920 sous l'impulsion de Marcel Bouilloux-Lafont, repreneur de « la Ligne » sous le nom de Compagnie générale aéropostale en 1927. À la suite de difficultés financières, la compagnie est mise en liquidation judiciaire en 1931 et ses actifs sont repris par l'État français en 1933 au sein d'un nouvel ensemble, la SCELA (Société centrale pour l'exploitation des lignes aériennes) qui sera renommé Air France quelques jours plus tard.

## Son Histoire

Lignes Aériennes Latécoère

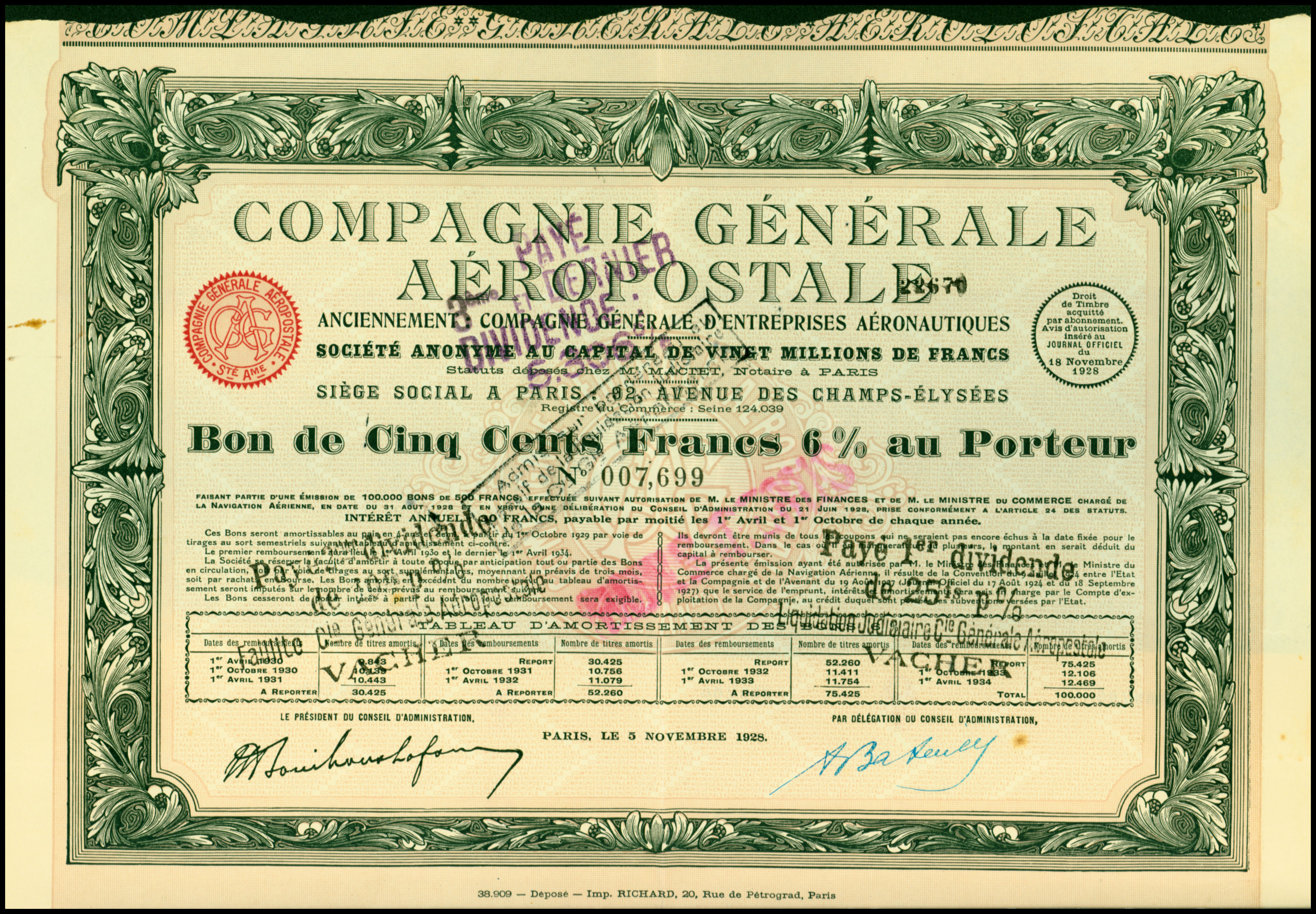
Bon de la Compagnie Générale Aéropostale en date du 5 novembre 1928

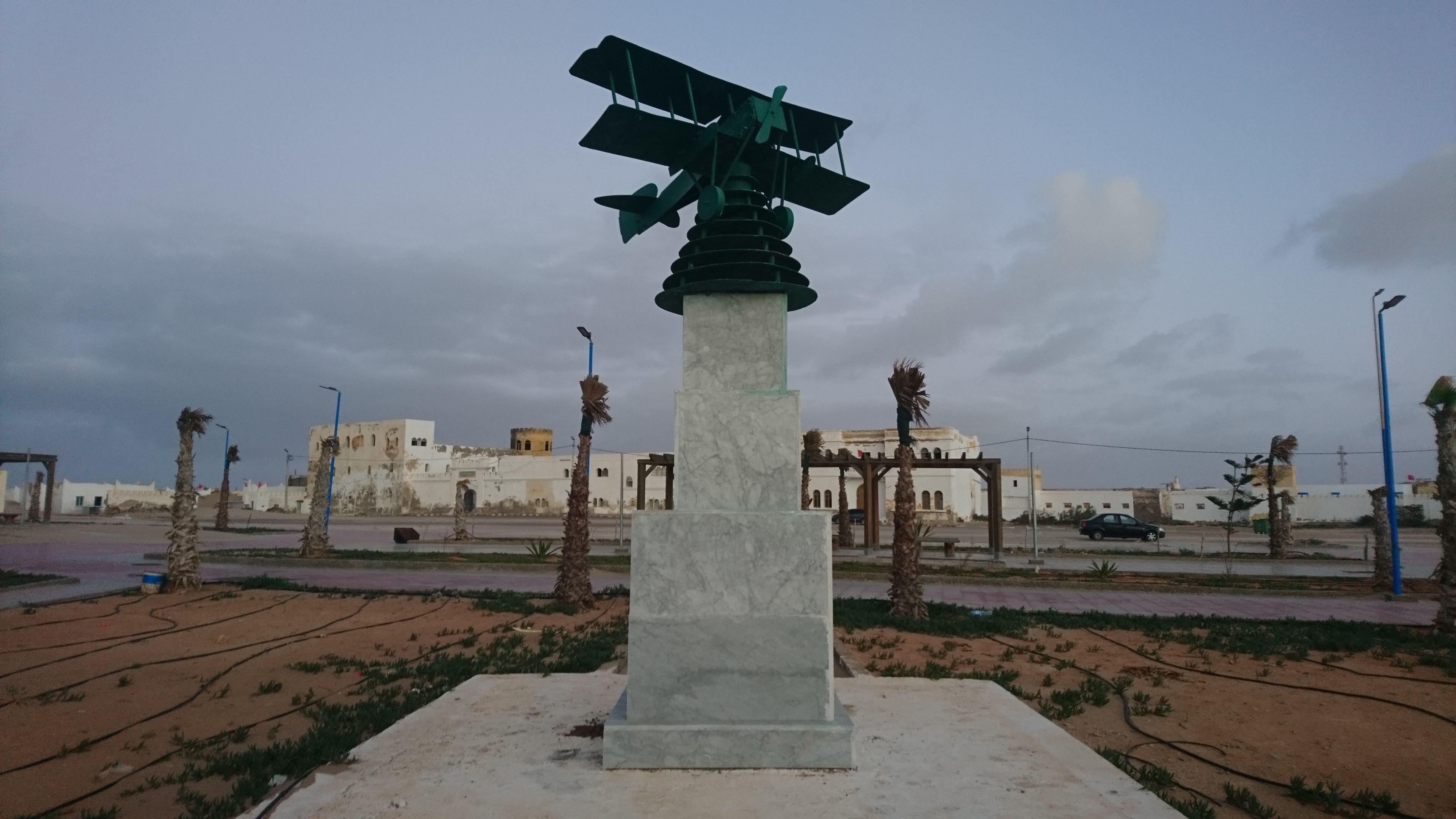
Monument commémoratif à Tarfaya, escale de l'Aéropostale.

### La fondation et l'expansion
Développée au lendemain de la Première Guerre mondiale, l'aviation postale doit beaucoup au courage de ses premiers pilotes, véritables pionniers de l'aviation, que certains considèrent comme des héros. En effet, dans les années 1920, chaque vol est une aventure risquée, qui peut être fatale. Le quotidien et les exploits de ces pilotes sont notamment rapportés par l'écrivain Antoine de Saint-Exupéry — pilote de l'Aéropostale lui-même — dans son roman Vol de nuit (qui décrit un vol postal en Amérique du Sud), ainsi que dans d'autres œuvres.
Dès 1918, Pierre-Georges Latécoère imagine une ligne aérienne reliant la France au Sénégal en passant par l'Espagne et le Maroc. C'est le vol du 25 décembre 1918 entre Toulouse et Barcelone, piloté par René Cornemont, avec un Salmson 2A2 qui est considéré comme le vol inaugural. Il fonde alors la Compagnie Générale d'Entreprises Aéronautiques qui crée puis exploite les lignes Toulouse-Casablanca, Casablanca-Dakar (par Agadir, Cap Juby, Villa Cisneros, Port-Étienne, Saint-Louis) et Recife - Rio au Brésil. Il s'entoure notamment de Beppo di Massimi qui est désigné comme administrateur des lignes aériennes Latécoère à Madrid, de Didier Daurat qui devient directeur d'exploitation et est chargé du recrutement des pilotes qui doivent d'abord effectuer « le royal cambouis », c’est-à-dire rester au sol pour effectuer la maintenance des avions. C'est chez Latécoère que Mermoz, Saint-Exupéry et Guillaumet ont fait leurs premières armes, non sans difficultés : les tribus maures capturent les aviateurs contraints à un atterrissage forcé sur leurs territoires et ne les rendent que contre de fortes rançons, Saint-Exupéry négociant souvent avec ces tribus insoumises. Très vite les avions volent à deux au cas où l'un tombe en panne.
En avril 1927, Marcel Bouilloux-Lafont, maire d'Étampes de 1912 à 1929 et conseiller général de Seine-et-Oise de 1919 à 1932, crée la Compagnie Générale Aéropostale, plus connue sous le nom d'« Aéropostale » en achetant 93 % de la C.G.E.A (Compagnie Générale d'Entreprises Aéronautiques) de Pierre Georges Latécoère. Faute de moyens financiers et d'appui politique, ce dernier avait de fait renoncé à son projet, ainsi qu'à son désir de relier la France à l'Argentine.
La possession et le contrôle des lignes aériennes représentent à l'époque un enjeu important et la lutte est engagée entre l'aviation française et l'aviation allemande. Ce sont les premiers qui l'emportent, lorsque la liaison Europe-France-Amérique du Sud voit le jour dès le 1er novembre 1927 avec le tronçon Natal-Buenos-Aires. La jonction entre les tronçons France-Afrique (création en 1927 d'un aérodrome à Cap Juby (Tarfaya), au Sahara espagnol) et le tronçon de l'Amérique du Sud se fait le 1er mars 1928. Le personnel affecté à ce service comprend outre les chefs de bases, 72 pilotes, 200 mécaniciens, 50 radios, 400 manœuvres, 40 officiers de marine, 300 marins. Le matériel se compose de 200 avions, 10 hydravions, 500 moteurs, 6 avisos rapides, 4 dépanneurs, 6 vedettes, 3 citernes à mazout, 2 citernes à eau.
À la fin de l'année 1928, il rassemble 81 pilotes, 250 mécaniciens, 53 radios, 260 marins, 318 avions, 21 hydravions, 1351 moteurs, 6 avisos, 10 vedettes et 4 dépanneurs.
Malgré la traversée de l'Atlantique Sud par Mermoz en 1930, la compagnie continue pendant des années, les liaisons océaniques par avisos, l'état français imposant pour le survol de l'Atlantique des hydravions multimoteurs. En attendant, l'Aéropostale développe et multiplie de nombreuses lignes sur le continent sud-américain, vers l'Uruguay, l'Argentine, la Patagonie et le Chili, par-dessus la cordillère des Andes.
Si la compagnie croit, dès le début, effectuer toutes les dépenses nécessaires à l'organisation complète de sa ligne, c'est que, face à des concurrents puissants et fortement soutenus par leurs gouvernements (telle la Lufthansa ou la Pan Am), elle veut gagner de vitesse ses adversaires. Grâce à cette organisation, coûteuse mais complète et efficace, la Compagnie a obtenu des résultats qui ont rencontré partout, et spécialement à l'étranger, de nombreux éloges[réf. nécessaire].

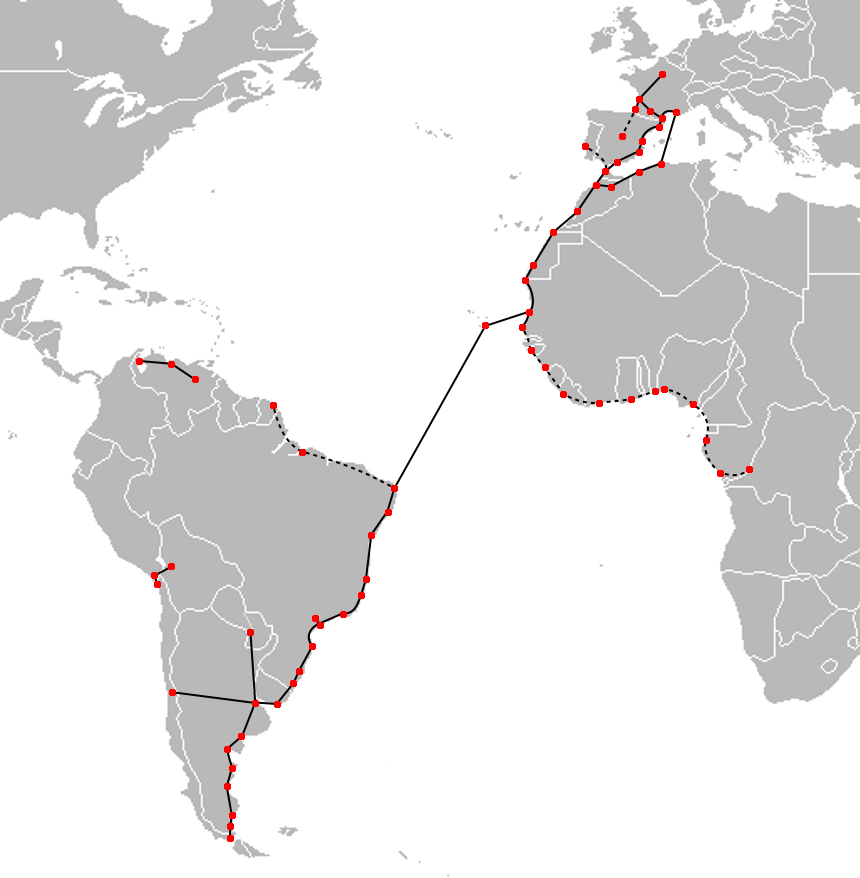
Le réseau de lignes de l'Aéropostale en 1930. En pointillé les lignes projetées.

À la veille du 1er mars 1931, l'Aéropostale obtient les résultats suivants[réf. nécessaire] :
- 3 millions et demi de kilomètres parcourus chaque année, plus de 300 voyages complets sont effectués de bout en bout entre la France et l'Argentine ;
- 27 millions de francs de recettes commerciales en 1930, contre 17 millions en 1929 ;
- 98 % des recettes postales aériennes françaises ;
- 25 États européens, africains ou sud-américains utilisant ses services ;
- 32 millions de lettres transportées en 1930, contre 22 millions en 1929.

### Le déclin et la postérité
Pourtant le 5 mars 1931, la compagnie est mise en liquidation, en partie à cause de la crise mondiale du 21 octobre 1929, mais aussi en raison du refus de la classe politique française d'aider l'Aéropostale. « En  quelques jours, l'essor  de l'Aéropostale, s'est trouvé  brisé, et le fruit d'un travail aride de plusieurs années est fortement compromis. » Marcel Bouilloux-Lafont, tentant de sauver l'œuvre entreprise, met toutes ses ressources dans la balance, y compris sa fortune personnelle. La période de liquidation dure deux ans. Elle s'accompagne de scandales financiers.
En 1933, le gouvernement impose un regroupement aux compagnies françaises d'aviation. Les quatre plus importantes, Air Orient, Air Union, la CIDNA et la SGTA-Farman forment la SCELA qui prend le nom d'Air France et rachète les actifs de la Compagnie générale aéropostale. Marcel Bouilloux-Lafont meurt ruiné en février 1944, à Rio de Janeiro.
La règle de l'Aéropostale était de « toujours aller voir », donc de toujours décoller. Le fil rouge, « toujours aller voir », entre la C.G.E.A (1919-1927, France-Sénégal), Aéropostale (1927-1933, France-AMS), Airbleu (1935-1939, France) et Postale de Nuit (1945-2000, France) a été le tandem Daurat-Vanier.
Confié depuis 1945 au Centre d'exploitation postale d'Air France plus connu sous "La Postale de Nuit", il mettait en ligne des avions (Junkers 52 ou  Douglas DC3) appartenant aux PTT. avant un éventuel regroupement entre compagnies aériennes réalisant du fret et de la messagerie et la Poste, la "postale de nuit" comptait quinze Fokker 27, deux Transall, quatre Boeing 737 et un Fairchild.
En 1991, les groupes Air France et La Poste sont toujours propriétaires de L'Aéropostale par la Société d'exploitation aéropostale S.E.A. jusqu'en 2000. Son Président élu est Julien Peter, inspecteur général des PTT.
A la création en 1991 de cette société d'exploitation Aéropostale, les compagnies Air Inter (20% de participation) , Air France (20%)  et TAT (20%) s'associaient au groupe La Poste (40 % de participation),.
Les appareils de la compagnie, seize Boeing 737 Quick Change, transportent des passagers le jour sous numéro de vol Air France, Air Inter, Air Charter ou à de rares occasions Corsair. De nuit, les sièges sont ôtés et les avions en version cargo sont exploités par La Poste, Chronopost ou Le Figaro. La maintenance des avions est confiée à Air France et les pilotes détachés des compagnies actionnaires.
Le 31 octobre 2000, l'Aéropostale détenue à 50/50 par Air France et La Poste (par la société holding des filiales de la Poste SOFIPOST) , basée dans la zone de fret de Roissy, devient à 100% une filiale d'Air France alors présidé par Jean-Cyril Spinetta, Président-Directeur général d'Air France.
Air France revend l'Aéropostale à La Poste.
Europe Airpost est alors créée en avril 2001. Il s'agit d'une filiale à 100 % de La Poste, compagnie spécialisée dans le fret postal mais aussi dans l'exploitation charter de vols passagers.
En 2003, La Poste vend Europe Airpost à la compagnie irlandaise Air Contractors. Depuis 2008, Europe Airpost fait partie du groupe irlandais ASL aviation, filiale de la Compagnie maritime belge (CMB) et de Petercam, groupe financier belge.

## Personnalités

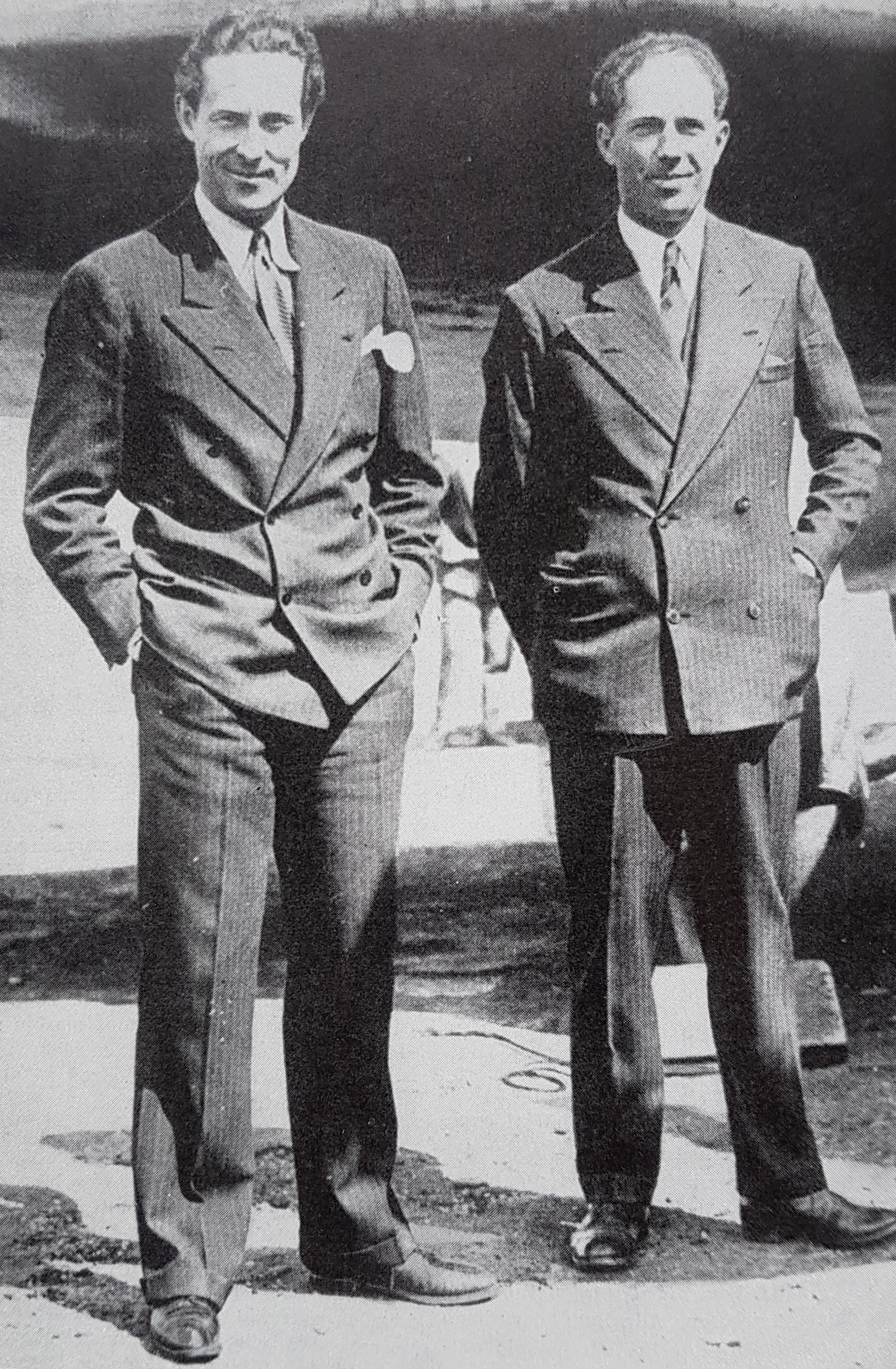
Jean Mermoz, pilote célèbre de l'Aéropostale, et son ami Victor Etienne, lui aussi pilote de la compagnie.

### Dirigeants
- Marcel Bouilloux-Lafont : fondateur de la Compagnie Générale Aéropostale
- Didier Daurat : directeur d'exploitation
- Beppo di Massimi : administrateur

### Pilotes célèbres
- Léopold Gourp
- Henri Érable
- Émile Barrière
- Jean Mermoz
- Marcel Reine
- Antoine de Saint-Exupéry
- Henri Guillaumet
- Gabriel Thomas
- André Parayre
- Raymond Vanier

### Industriels
- Pierre-Georges Latécoère : créateur des Lignes Latécoère et fabricant d'avions
- René Couzinet : fabricant d'avions
- Marcel Moine: ingénieur de la société d'aviation Latécoère
- Robert Boname : ingénieur et chef des services techniques de Air France Transatlantique

## Histoire

### Aéropostale et littérature
- Germain Chambost, Les hommes de l'Aéropostale, recueil de témoignages dont celui d'Henri Guillaumet
- Antoine de Saint-Exupéry à travers ses nombreux ouvrages, notamment Courrier Sud, Vol de nuit et Terre des hommes
- Joseph Kessel, Vent de sable, premier livre paru sur la ligne Casablanca-Dakar
- Géo Ham  Illustrations et textes de son périple Toulouse-Santiago en août 1932
- Joseph Kessel, Mermoz, biographie sous forme romanesque du journaliste, grand ami de l'aviateur, 1938.
- Jean-Gérard Fleury, L'Atlantique Sud, de l'Aéropostale à Concorde, Editions Denoël, 1974.
- Fabian Grégoire, Les disparus de l'aéropostale, Archimède-L'École des loisirs, 1999  (ISBN 9782211053297).
- Bernard Bacquié, L'Amérique & L'Aéropostale, Éditions Latécoère, 2007.

### L'Aéropostale et la poste aérienne au cinéma
- Tête brûlée de John Ford (1932)
- Seuls les anges ont des ailes d'Howard Hawks (1939)
- Mermoz de  Louis Cuny (1943)
- Au grand balcon de Henri Decoin (1949)
- S.O.S. Noronha de Georges Rouquier (1957)
- L'Aéropostale, courrier du ciel (mini-série) de Gilles Grangier (1980)
- Saint-Exupéry : La Dernière Mission de Robert Enrico (1994)
- Guillaumet, les ailes du courage de Jean-Jacques Annaud (1995)
- Saint-Ex de Pablo Agüero (2024)

### L'Aéropostale en bande-dessinée
- Mermoz de Jean-Michel Charlier et Victor Hubinon, Dupuis 1956, réédition : Musée Air France, 2001.
- Xibalba de Simon Roussin, Éditions 2024 octobre 2018.
- Sarane de Lax, Air Libre 1994, fiction relatant la captivité de Mermoz dans le désert.
- Saint-Exupéry. Le Dernier vol de Hugo Pratt, Casteram 1995.
- Biggles raconte Saint-Exupéry de Philippe Durant et Claude Laverdure, Le Lombard 2003.
- Au-delà des nuages de Romain Hugault et Régis Hautière, Paquet 2006, fiction relatant l'accident de Guillaumet dans les Andes.
- Le vent des cimes de Eric Buche et Christian Perrissin, Glénat 2003, fiction inspirée de l'accident de Guillaumet dans les Andes.
- Max et Zoé dans le plus gros avion du monde de Etienne Davodeau et Joub, Delcourt 2011, fiction "jeunesse", mettant en scène l'hydravion géant hexamoteur, Latécoère 521 Lieutenant de Vaisseau Paris.

- L'Aéropostale, des pilotes de légende, Tome 1 ; Guillaumet de Christophe Bec, Patrick A.Dumas et Diogo Saïto, Éditions Soleil, 2013.
- L'Aéropostale, des pilotes de légende, Tome 2 ; Mermoz de Christophe Bec, Patrick A.Dumas et Diogo Saïto, Éditions Soleil, 2014.
- L'Aéropostale, des pilotes de légende, Tome 3 ; Vachet de Christophe Bec, Patrick A.Dumas et Diogo Saïto, Éditions Soleil, 2014.
- L'Aéropostale, des pilotes de légende, Tome 4 ; Saint-Exupéry de Christophe Bec, Patrick A.Dumas et Digikore Studios, Éditions Soleil, 2016.
- L'Aéropostale, des pilotes de légende, Tome 5 ; Mermoz - Livre II de Christophe Bec et Bernard Khattou, Éditions Soleil, 2017.
- L'Aéropostale, des pilotes de légende, Tome 6 ; Henri Rozès de Christophe Bec, Fabrizio Faina et Mauro Salvatori, Éditions Soleil, 2018.
- L'Aéropostale, des pilotes de légende, Tome 7 ; Cap Juby de Christophe Bec et Michel Suro, Éditions Soleil, 2019.

- Saint-Exupéry, le seigneur des sables de Pierre-Roland Saint Dizier, Cédric Fernandez et Franck Perrot, Éditions Glénat, 2014.
- Saint-Exupéry, le royaume des étoiles de Pierre-Roland Saint Dizier, Cédric Fernandez et Franck Perrot, Éditions Glénat, 2016.

### L'Aéropostale au théâtre
- Aéropostale - Une civilisation à part, de Vincent Néron-Gasnier, 2021.

### Aéropostale et philatélie
Les plis délivrés par l'Aéropostale pendant l'entre-deux-guerres sont recherchés des collectionneurs en raison de l'imaginaire entourant ces vols. Un pli ainsi délivré a souvent la particularité d'être tamponné plusieurs fois à chacune des étapes du voyage. Le collectionneur peut ainsi reconstituer le parcours et, parfois, les péripéties d'un voyage.
Les entreprises issues de l'Aéropostale, ainsi que les associations de collectionneurs, ont pris l'habitude progressivement de confectionner des enveloppes spéciales pour commémorer l'ouverture d'une ligne de transport aérien du courrier.
Depuis les dernières décennies du XXe siècle, les administrations postales émettent régulièrement des timbres célébrant l'anniversaire de la première liaison aérienne (souvent postale) de leur territoire avec un autre pays.

### Souvenir
- Le musée l'Envol des pionniers à Toulouse-Montaudran, perpétue le souvenir et l'histoire de l'Aéropostale depuis 2018.
- Chaque année depuis 2008, les passionnés du Raid Latécoère-Aéropostale effectuent des raids aériens sur les traces de l'Aéropostale.